# Dioscorea communis
Dioscorea communis (djävulsdruva) är en enhjärtbladig växtart som först beskrevs av Carl von Linné, och fick sitt nu gällande namn av Lizabeth R. Caddick och Paul Wilkin. Dioscorea communis ingår i släktet Dioscorea och familjen Dioscoreaceae. Inga underarter finns listade i Catalogue of Life.

## Bildgalleri

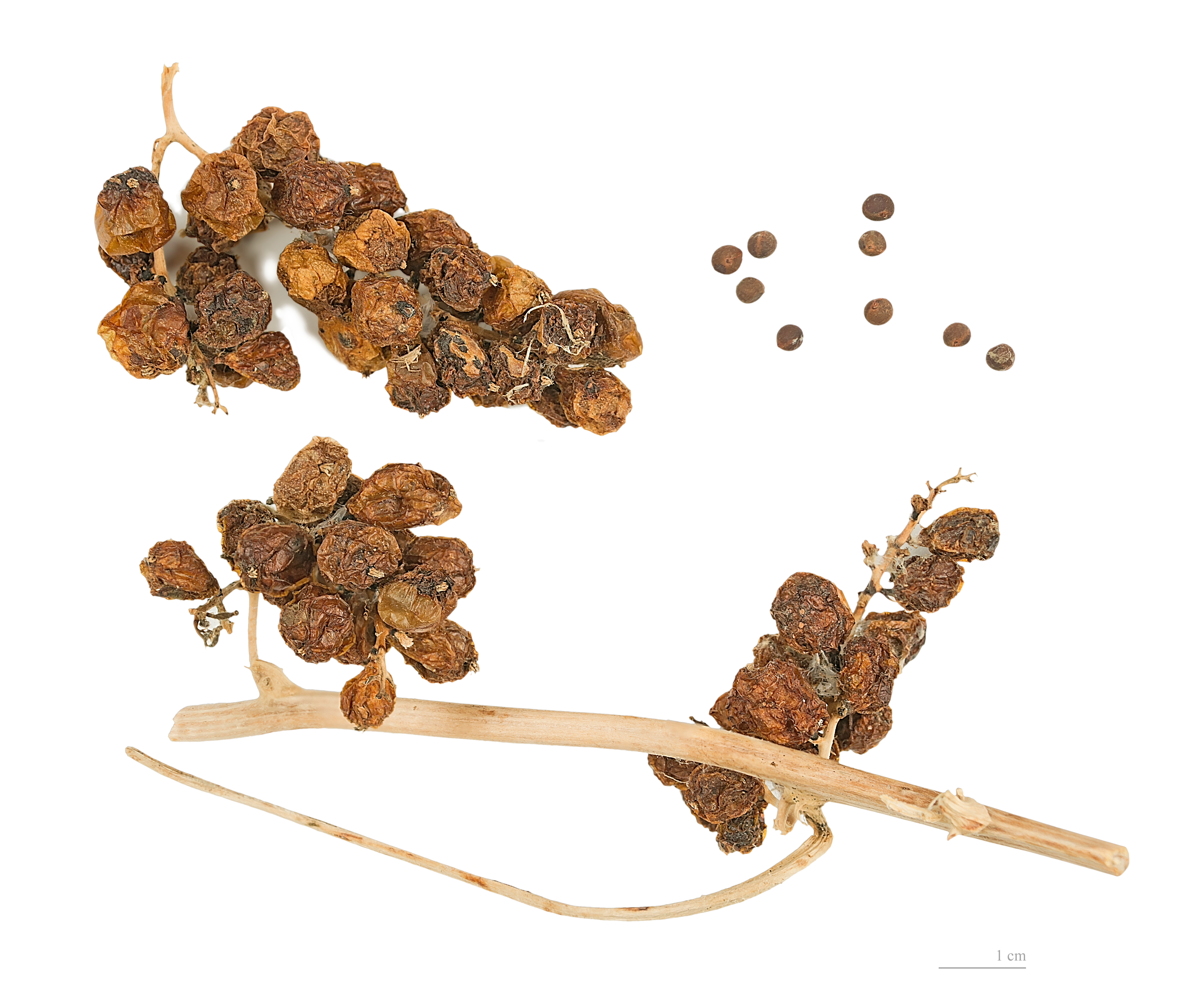
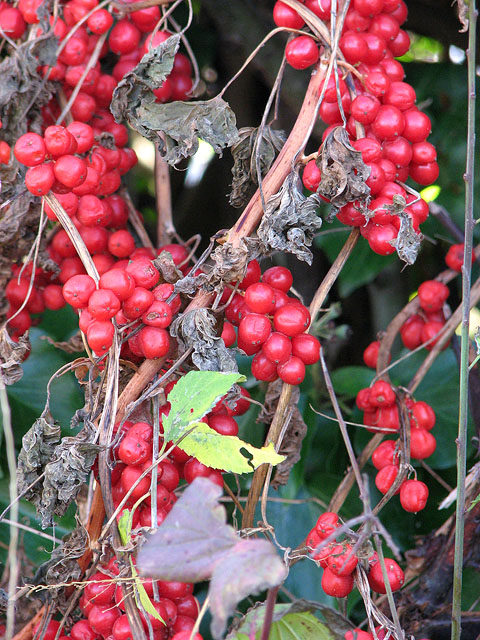
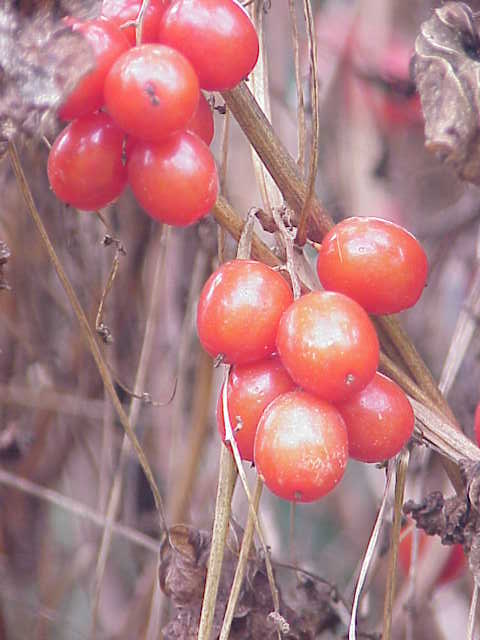
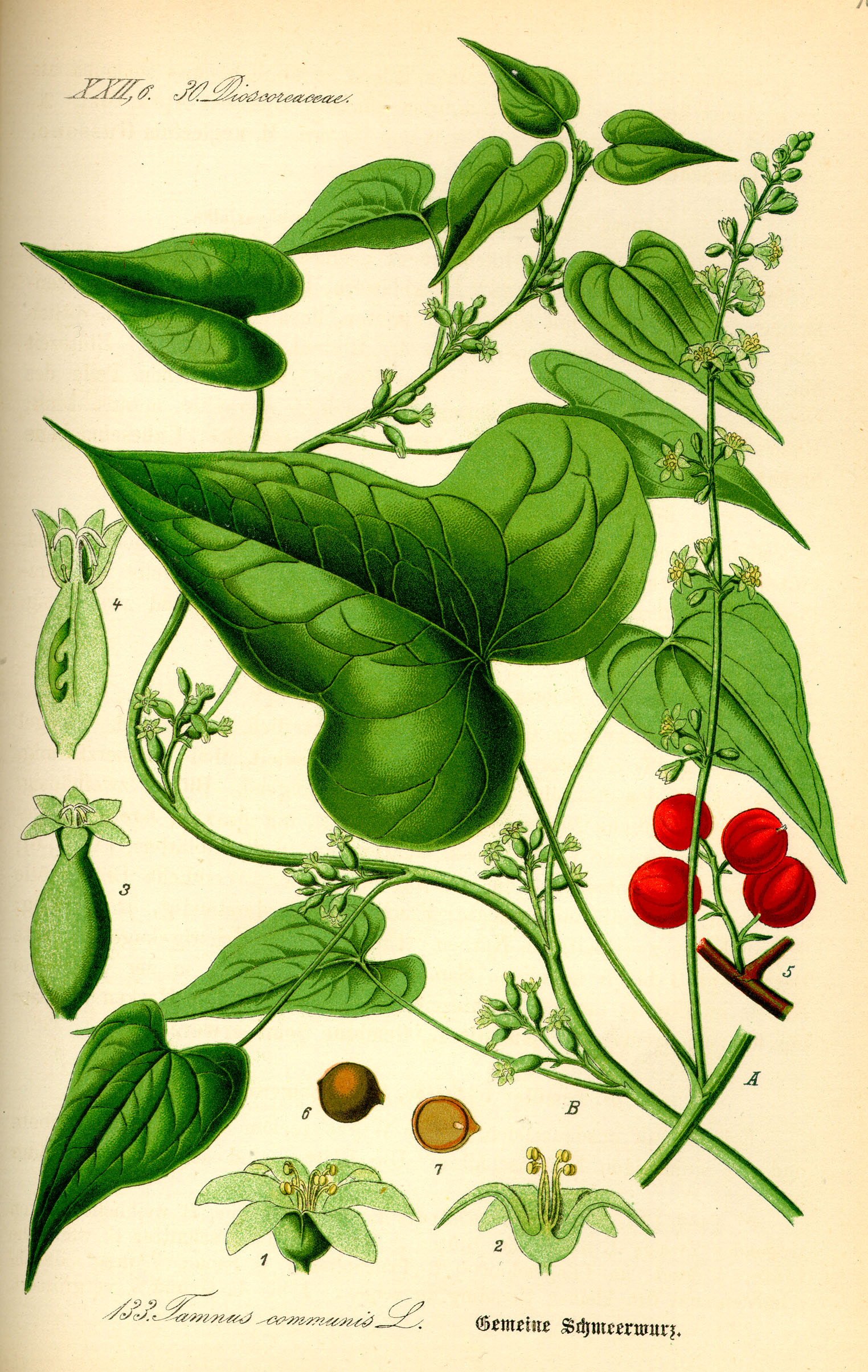
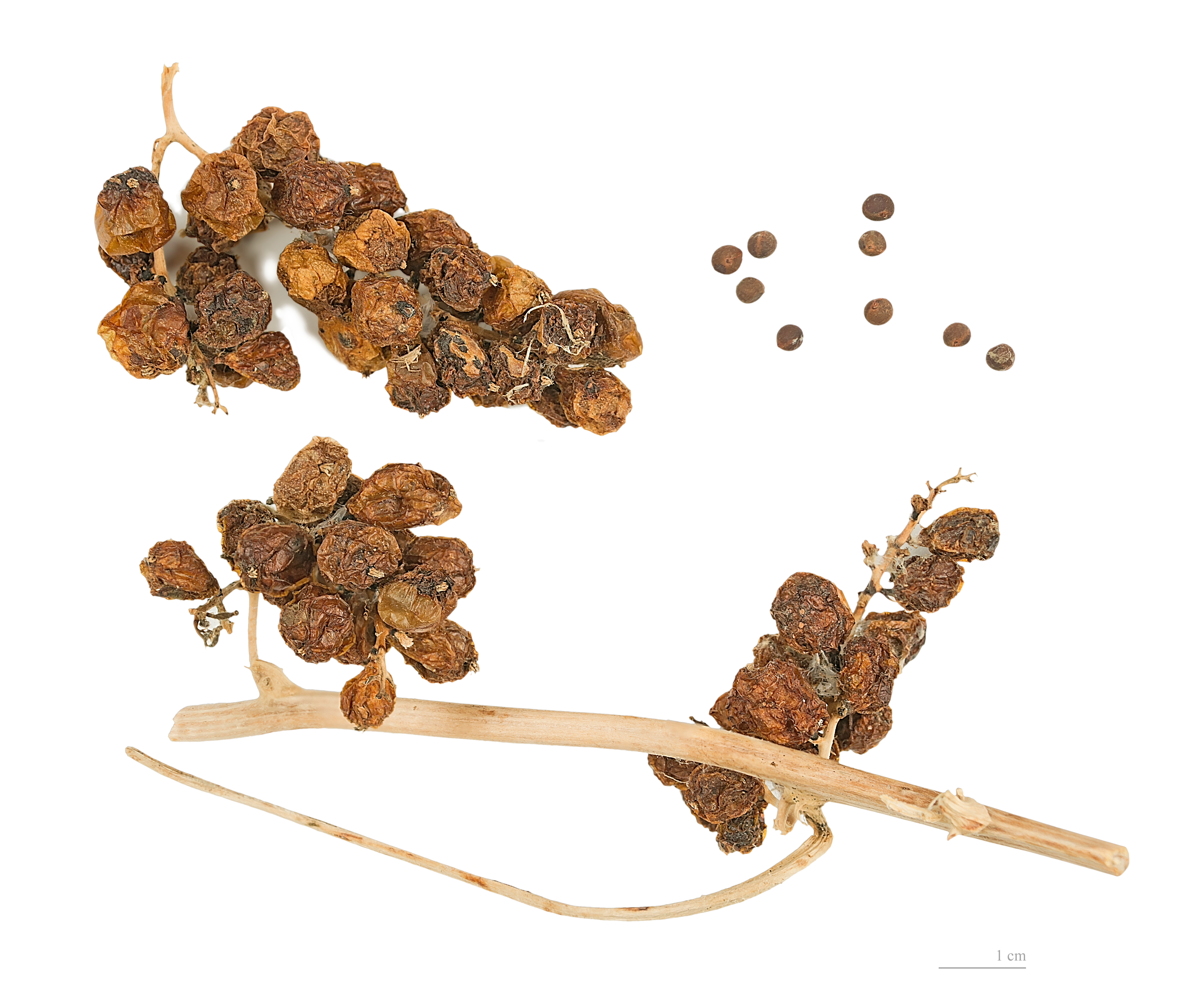
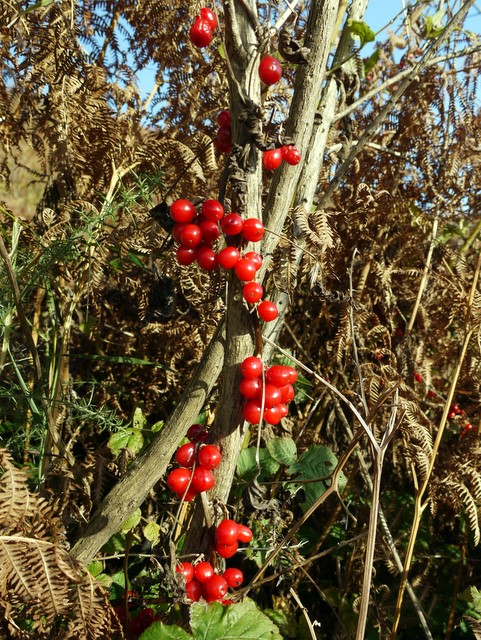